# Zliechov
Zliechov é um município da Eslováquia, situado no distrito de Ilava, na região de Trenčín. Tem 54,38 km² de área e sua população em 2018 foi estimada em 595 habitantes.

## Demografia
| Ano:        | 1994 | 2004    | 2014   | 2024   |
| ----------- | ---- | ------- | ------ | ------ |
| Broj ljudi: | 728  | 614     | 610    | 560    |
| Razlika:    |      | -15,65% | -0,65% | -8,19% |

| Ano:               | 2023 | 2024   |
| ------------------ | ---- | ------ |
| Número de pessoas: | 570  | 560    |
| Diferença:         |      | -1,75% |